# Rosa freitagii
Rosa freitagii — вид рослин з родини розових (Rosaceae); поширений в Афганістані й Ірані.

## Опис
Це виткий кущ заввишки 2.5–3(4) м. Гілки голі. Колючки численні, блідо-зелені, довжиною 5(8) мм, прямі або рідко вигнуті, досить нерівномірно розподілені. Листки 3- або 5-листочкові. Листочки 10(22) × 12(25) мм, напівкруглі або широкі обернено-яйцеподібні, верхівка тупа або округла, основа широка клиноподібна або округла, верхня поверхня часто яскрава й гола. Суцвіття (1)3(5)-квіткове. Квітки діаметром 30–35 мм; пелюстки білі (жовтуваті у висушеному матеріалі). Чашолистки цілі, стиснуті біля основи, після цвітіння вигинається, після дозрівання плодів опадають. Плоди до 8(10) мм у діаметрі, кулясті, гладкі, при дозріванні помаранчеві.

## Поширення
Поширений у західній частині Афганістану й на сході Ірану.
Росте між тріщинами скель у глибоких каньйонах на висотах від 1100 до 2800 м. 